# Erwin Weitzl
Erwin Weitzl, född 17 juli 1960, är en friidrottare från Österrike. Han deltog vid olympiska sommarspelen 1984.